# Phymatostetha deschampsi
Phymatostetha deschampsi är en insektsart som beskrevs av Lethierry 1892. Phymatostetha deschampsi ingår i släktet Phymatostetha och familjen spottstritar. Inga underarter finns listade i Catalogue of Life.